# كيس الدمع
كيس الدمع أو الكيس الدمعي (بالإنجليزية: Lacrimal Sac)‏ هو النهاية أو الحد العلوي المتوسع للقناة الدمعية الأنفية، حيث يقع في تجويف عميق مكون من العظم الدمعي والنتوء الأمامي للفك العلوي. يربط الكيس الدمعي بين القنوات الدمعية، التي تصرف الدموع من سطح العين، والقناة الأنفية الدمعية، التي تنقل هذا الدموع إلى تجويف الأنف. يؤدي انسداد الكيس الدمعي إلى التهاب كيس الدمع.

## الهيكل البنائي
يتشكل الكيس الدمعي على هيئة بيضاوية، ويبلغ طولها من 12 إلى 15 ملم، حيث تكون نهايتها العلوية مغلقة ومستديرة، في حين أن نهايتها السفلية تستمر في القناة الأنفية الدمعية.
يغطى السطح الظاهر للكيس بتمدد ليفي مستمد من الرباط الجفني الإنسي، في حين أن السطح الداخلي للكيس يعبر من خلاله الجزء الدمعي من العضلة الدويرية العينية، والتي ترتبط بالنتوء الموجود على العظم الدمعي.

### علم الأنسجة
مثل القناة الدمعية الأنفية، فإن الكيس مبطن بنسيج طلائي عمودي طبقي مع خلايا كأسية تقوم بإفراز المخاط، بالإضافة إلى وجود نسيج ضام يحيط بالنسيج. يقوم الكيس الدمعي بتصريف العين من الغبار والميكروبات.

## الوظيفة
يعمل الكيس الدمعي كخزان لفائض الدموع، حيث يضخ الكيس الدموع إلى الداخل والخارج بواسطة العضلة الدويرية العينية أثناء الرمش.

## التصوير
يمكن تصوير الكيس الدمعي عن طريق التصوير المقطعي للقناة الدمعية، حيث يتم حقن المنطقة بمادة مظللة، يليه التصوير بالأشعة السينية.

## صور إضافية

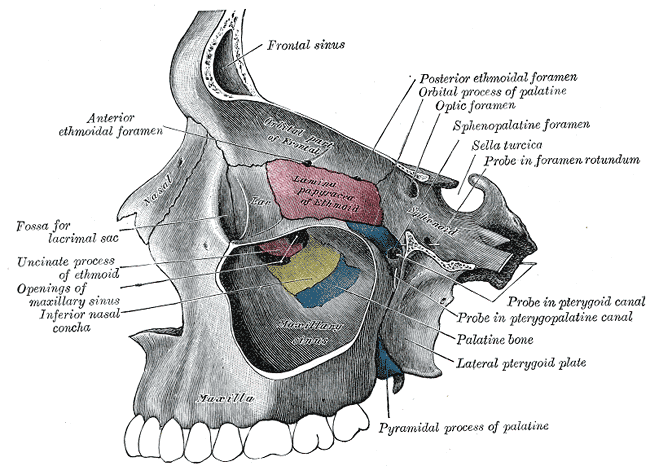
الجدار الإنسي لمحجر العين اليسرى.
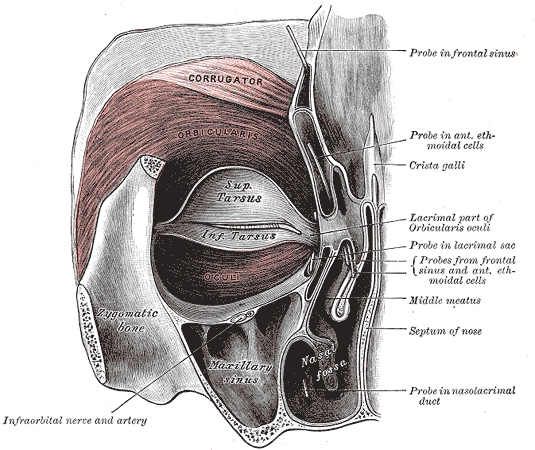
العضلة الدويرية العينية اليسرى, حيث تظهر من الخلف.
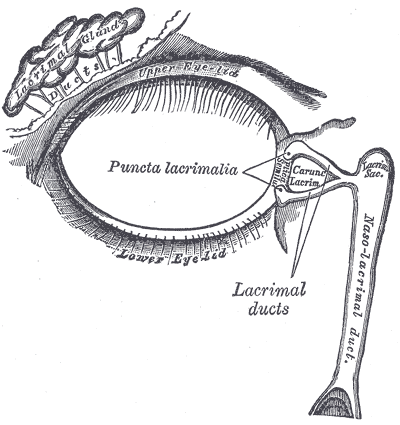
الجهاز الدمعي، الجانب الأيمن. (يظهر الكيس الدمعي في أعلى اليمين.)
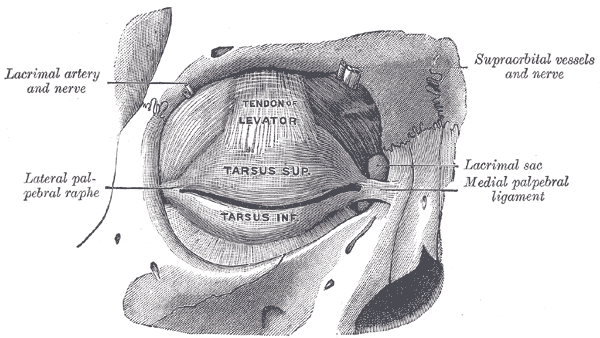
الترص مع الأربطة الخاصة بها، العين اليمنى، المظهر الأمامي (يظهر الكيس الدمعي في منتصف اليمين)